# 約翰·洛伊德·揚
約翰·洛伊德·揚（John Lloyd Mills Young，1975年7月4日—）是美國的一位演員和歌手。在2006年，他憑藉百老匯歌劇澤西男孩中的Frankie Valli角色獲得托尼獎。